# Skeppsholmsgården

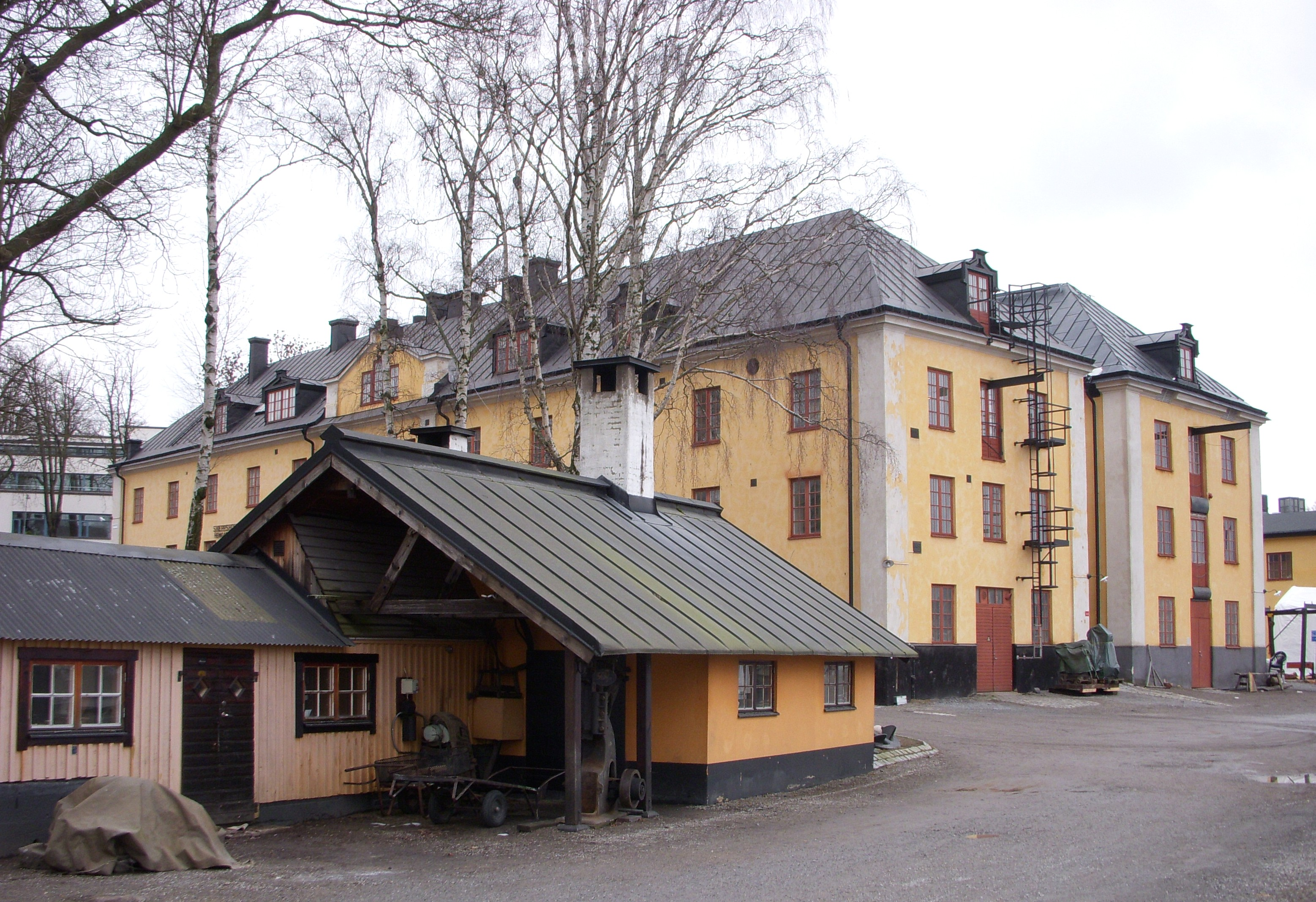
Norra och Södra fundamenten. I förgrunden bagarstuga och smedja.

Skeppsholmsgården är en hemgård på Skeppsholmen i Stockholm. Här bedrivs fritidsverksamhet för alla åldrar med kulturell och maritim inriktning. bakgrund.  
Skeppsholmsgården ordnar seglingar med sina skolfartyg under vår, sommar och tidig höst. 
Skeppsholmsgården startade 1969 med verksamheten kring skolfartyget Shamrock. På höst och vår ordnas seglingar för deltagare i alla åldrar under dagarna, kvällar och helger medan hon under sommaren är ute på längre seglatser. Shamrock är riggad som en galeas.  
De mindre skutorna Lina och Lova seglar under somrarna som kollobåtar i Stockholms skärgård.   
Skeppsholmsgården har flera traditionsenliga lokaler som används för kurser och i verksamheten med att underhålla fartygen. Bland annat finnas en smedja, bagarstuga, motorverkstad, mekanisk verkstad och ett snickeri. I dessa lokaler bedrivs det kursverksamhet på kvällar och helger.